# Geestelijke macht
De geestelijke macht is een van de twee machten, die volgens de vijfde-eeuwse paus Gelasius I (492-496) de wereld verdeelt. De andere is de wereldlijke macht. Het idee van paus Gelasius wordt ook wel de tweezwaardenleer genoemd. Het idee van Gelasius was natuurlijk dat de geestelijke macht werd uitgeoefend door de kerk. De kerk is door God aangesteld om het juiste geloof te bewaken. De keizer is aangesteld om toe te zien op een goede orde in de wereld, dat wil zeggen vrede te bewaren, diefstallen te berechten etc. De paus is aangesteld om de orde van het geloof te bewaken. Wat erop neerkomt dat de kerk, met aan het hoofd de paus, bepaalt wat het juiste geloof is en dus voor het zielenheil zorgt.
De scheiding tussen de twee machten, wereldlijk en geestelijk is dus een West-Europees idee en werd vooral door de Rooms-Katholieke Kerk als ideologie uitgedragen. Het is dus niet iets van het geloof, maar eerder een doctrine van de kerk, die zich uiteraard ziet als de belichaming van het ware geloof. In andere religies kom je die scheiding dan ook minder tegen. Terwijl in sommige protestantse richtingen juist ook de eenheid van de twee machten wordt benadrukt. Geloven doe je altijd en overal, dus zal ook de ware gelovige zijn geloof meenemen naar aspecten van het dagelijks leven die anderen zou kunnen zien als wereldlijk.
Het hele idee van gescheiden machten heeft uiteindelijk wel bijgedragen aan het idee van scheiding van kerk en staat, zoals dat in de Verlichting naar voren kwam en aan het einde van de achttiende eeuw ook werd toegepast in de nieuwe staat Verenigde Staten van Amerika en in Frankrijk na de Franse Revolutie.